# Strzelectwo na Letnich Igrzyskach Olimpijskich 1920
Strzelectwo na Letnich Igrzyskach Olimpijskich 1920 w Antwerpii rozgrywane było w dniach 22 lipca–3 sierpnia 1920 r.
Przeprowadzono 21 konkurencji – najwięcej w historii strzelania na Igrzyskach Olimpijskich. Najlepszy wynik medalowy osiągnął Willis Lee, późniejszy admirał marynarki amerykańskiej, który wywalczył 5 złotych, 1 srebrny i 1 brązowy krążek (wszystkie w konkurencjach drużynowych). Srebrny medal w drużynie zdobył również 72-letni Oscar Swahn, który był najstarszym zawodnikiem, jaki kiedykolwiek wystartował na igrzyskach.

## Medaliści

### Pistolet wojskowy – 30 m – indywidualnie
| Lp. | Państwo           | Zawodnik           | Wynik |
| --- | ----------------- | ------------------ | ----- |
| 1   | Brazylia          | Guilherme Paraense | 274   |
| 2   | Stany Zjednoczone | Raymond Bracken    | 272   |
| 3   | Szwajcaria        | Fritz Zulauf       | 269   |

### Pistolet wojskowy – 30 m – drużynowo
| Lp. | Państwo           | Zawodnik                                                                                                | Wynik |
| --- | ----------------- | --- | ----- |
| 1   | Stany Zjednoczone | Karl Frederick, Louis Harant, Michael Kelly, Alfred Lane, James Snook                                   | 1310  |
| 2   | Grecja            | Jeorjos Moraitinis, Iason Sappas, Aleksandros Teofilakis, Joanis Teofilakis, Aleksandros Wrasiwanopulos | 1285  |
| 3   | Szwajcaria        | Gustave Amoudruz, Hans Egli, Domenico Giambonini, Joseph Jehle, Fritz Zulauf                            | 1270  |

### Pistolet dowolny – 50 m – indywidualnie
| Lp. | Państwo           | Zawodnik         | Wynik |
| --- | ----------------- | ---------------- | ----- |
| 1   | Stany Zjednoczone | Karl Frederick   | 496   |
| 2   | Brazylia          | Afrânio da Costa | 489   |
| 3   | Stany Zjednoczone | Alfred Lane      | 481   |

### Pistolet dowolny – 50 m – drużynowo
| Lp. | Państwo           | Zawodnik                                                                                       | Wynik |
| --- | ----------------- | ---------------------------------------------------------------------------------------------- | ----- |
| 1   | Stany Zjednoczone | Raymond Bracken, Karl Frederick, Michael Kelly, Alfred Lane, James Snook                       | 2372  |
| 2   | Szwecja           | Anders Andersson, Gunnar Gabrielsson, Sigvard Hultcrantz, Anders Johnson, Casimir Reuterskiöld | 2289  |
| 3   | Brazylia          | Dario Barbosa, Afrânio da Costa, Guilherme Paraense, Fernando Soledade, Sebastião Wolf         | 2264  |

### Karabin małokalibrowy – 50 m – indywidualnie
| Lp. | Państwo           | Zawodnik           | Wynik |
| --- | ----------------- | ------------------ | ----- |
| 1   | Stany Zjednoczone | Lawrence Nuesslein | 391   |
| 2   | Stany Zjednoczone | Arthur Rothrock    | 386   |
| 3   | Stany Zjednoczone | Dennis Fenton      | 385   |

### Karabin małokalibrowy – 50 m – drużynowo
| Lp. | Państwo           | Zawodnik                                                                          | Wynik |
| --- | ----------------- | --------------------------------------------------------------------------------- | ----- |
| 1   | Stany Zjednoczone | Dennis Fenton, Willis A. Lee, Lawrence Nuesslein, Arthur Rothrock, Ollie Schriver | 1899  |
| 2   | Szwecja           | Oscar Eriksson, Sigvard Hultcrantz, Leon Lagerlöf, Erik Ohlsson, Ragnar Stare     | 1873  |
| 3   | Norwegia          | Albert Helgerud, Sigvart Johansen, Anton Olsen, Østen Østensen, Olaf Sletten      | 1866  |

### Karabin dowolny – 300 m – 3 postawy – indywidualnie
| Lp. | Państwo           | Zawodnik       | Wynik |
| --- | ----------------- | -------------- | ----- |
| 1   | Stany Zjednoczone | Morris Fisher  | 996   |
| 2   | Dania             | Niels Larsen   | 989   |
| 3   | Norwegia          | Østen Østensen | 980   |

### Karabin dowolny – 300 m – 3 postawy – drużynowo
| Lp. | Państwo           | Zawodnik                                                                                  | Wynik |
| --- | ----------------- | ----------------------------------------------------------------------------------------- | ----- |
| 1   | Stany Zjednoczone | Dennis Fenton, Morris Fisher, Willis A. Lee, Carl Osburn, Lloyd Spooner                   | 4876  |
| 2   | Norwegia          | Albert Helgerud, Otto Olsen, Østen Østensen, Gudbrand Skatteboe, Olaf Sletten             | 4748  |
| 3   | Szwajcaria        | Gustave Amoudruz, Ulrich Fahrner, Fritz Kuchen, Werner Schneeberger, Bernard Siegenthaler | 4698  |

### Karabin wojskowy – 300 m – na leżąco – indywidualnie
| Lp. | Państwo    | Zawodnik     | Wynik              |
| --- | ---------- | ------------ | ------------------ |
| 1   | Norwegia   | Otto Olsen   | 60                 |
| 2   | Francja    | Léon Johnson | 59 (dogrywka – 58) |
| 3   | Szwajcaria | Fritz Kuchen | 59 (dogrywka – 57) |

### Karabin wojskowy – 300 m – na leżąco – drużynowo
| Lp. | Państwo           | Zawodnik                                                                              | Wynik |
| --- | ----------------- | ------------------------------------------------------------------------------------- | ----- |
| 1   | Stany Zjednoczone | Morris Fisher, Joseph Jackson, Willis A. Lee, Carl Osburn, Lloyd Spooner              | 289   |
| 2   | Francja           | Léon Johnson, André Parmentier, Achille Paroche, Georges Roes, Émile Rumeau           | 283   |
| 3   | Finlandia         | Voitto Kolho, Kalle Lappalainen, Veli Nieminen, Vilho Vauhkonen, Karl Magnus Wegelius | 281   |

### Karabin wojskowy – 300 m – na stojąco – indywidualnie
| Lp. | Państwo           | Zawodnik           | Wynik |
| --- | ----------------- | ------------------ | ----- |
| 1   | Stany Zjednoczone | Carl Osburn        | 56    |
| 2   | Dania             | Lars Jørgen Madsen | 55    |
| 3   | Stany Zjednoczone | Lawrence Nuesslein | 54    |

### Karabin wojskowy – 300 m – na stojąco – drużynowo
| Lp. | Państwo           | Zawodnik                                                                                    | Wynik |
| --- | ----------------- | ------------------------------------------------------------------------------------------- | ----- |
| 1   | Dania             | Niels Larsen, Lars Jørgen Madsen, Anders Peter Nielsen, Anders Petersen, Erik Sætter-Lassen | 266   |
| 2   | Stany Zjednoczone | Thomas Brown, Willis A. Lee, Lawrence Nuesslein, Carl Osburn, Lloyd Spooner                 | 255   |
| 3   | Szwecja           | Olle Ericsson, Mauritz Eriksson, Walfrid Hellman, Hugo Johansson, Leon Lagerlöf             | 255   |

### Karabin wojskowy – 600 m – na leżąco – indywidualnie
| Lp. | Państwo           | Zawodnik         | Wynik                  |
| --- | ----------------- | ---------------- | ---------------------- |
| 1   | Szwecja           | Hugo Johansson   | 59 (dogrywka – 58)     |
| 2   | Szwecja           | Mauritz Eriksson | 59 (dogrywka – 56 + 6) |
| 3   | Stany Zjednoczone | Lloyd Spooner    | 59 (dogrywka – 56 + 5) |

### Karabin wojskowy – 600 m – na leżąco – drużynowo
| Lp. | Państwo           | Zawodnik                                                                             | Wynik                      |
| --- | ----------------- | ------------------------------------------------------------------------------------ | -------------------------- |
| 1   | Stany Zjednoczone | Dennis Fenton, Joseph Jackson, Willis A. Lee, Ollie Schriver, Lloyd Spooner          | 287 (dogrywka – 283 + 284) |
| 2   | Południowa Afryka | Robert Bodley, Ferdinand Buchanan, George Harvey, Fred Morgan, David Smith           | 287 (dogrywka – 283 + 279) |
| 3   | Szwecja           | Erik Blomqvist, Mauritz Eriksson, Hugo Johansson, Gustaf Adolf Jonsson, Erik Ohlsson | 287 (dogrywka – 275)       |

### Karabin wojskowy – 300 i 600 m – na leżąco – drużynowo
| Lp. | Państwo           | Zawodnik                                                                  | Wynik |
| --- | ----------------- | ------------------------------------------------------------------------- | ----- |
| 1   | Stany Zjednoczone | Joseph Jackson, Willis A. Lee, Carl Osburn, Ollie Schriver, Lloyd Spooner | 573   |
| 2   | Norwegia          | Albert Helgerud, Otto Olsen, Jacob Onsrud, Østen Østensen, Olaf Sletten   | 565   |
| 3   | Szwajcaria        | Eugene Addor, Joseph Jehle, Fritz Kuchen, Werner Schneeberger, Weibel     | 563   |

### Biegnący jeleń – 100 m – strzał pojedynczy – indywidualnie
| Lp. | Państwo  | Zawodnik      | Wynik              |
| --- | -------- | ------------- | ------------------ |
| 1   | Norwegia | Otto Olsen    | 43                 |
| 2   | Szwecja  | Alfred Swahn  | 41 (dogrywka – 20) |
| 3   | Norwegia | Harald Natvig | 41 (dogrywka – 19) |

### Biegnący jeleń – 100 m – strzał pojedynczy – drużynowo
| Lp. | Państwo           | Zawodnik                                                                               | Wynik |
| --- | ----------------- | -------------------------------------------------------------------------------------- | ----- |
| 1   | Norwegia          | Einar Liberg, Ole Lilloe-Olsen, Harald Natvig, Hans Nordvik, Otto Olsen                | 178   |
| 2   | Finlandia         | Yrjö Kolho, Kalle Lappalainen, Robert Tikkanen, Nestori Toivonen, Karl Magnus Wegelius | 159   |
| 3   | Stany Zjednoczone | Thomas Brown, Willis A. Lee, Lawrence Nuesslein, Carl Osburn, Lloyd Spooner            | 158   |

### Biegnący jeleń – 100 m – strzał podwójny – indywidualnie
| Lp. | Państwo  | Zawodnik          | Wynik |
| --- | -------- | ----------------- | ----- |
| 1   | Norwegia | Ole Lilloe-Olsen  | 82    |
| 2   | Szwecja  | Fredric Landelius | 77    |
| 3   | Norwegia | Einar Liberg      | 71    |

### Biegnący jeleń – 100 m – strzał podwójny – drużynowo
| Lp. | Państwo   | Zawodnik                                                                             | Wynik |
| --- | --------- | ------------------------------------------------------------------------------------ | ----- |
| 1   | Norwegia  | Thorsten Johansen, Einar Liberg, Ole Lilloe-Olsen, Harald Natvig, Hans Nordvik       | 343   |
| 2   | Szwecja   | Edward Benedicks, Bengt Lagercrantz, Fredric Landelius, Alfred Swahn, Oscar Swahn    | 336   |
| 3   | Finlandia | Yrjö Kolho, Robert Tikkanen, Nestori Toivonen, Vilho Vauhkonen, Karl Magnus Wegelius | 285   |

### Strzelanie do rzutków – Trap – indywidualnie
| Lp. | Państwo           | Zawodnik     | Wynik |
| --- | ----------------- | ------------ | ----- |
| 1   | Stany Zjednoczone | Mark Arie    | 95    |
| 2   | Stany Zjednoczone | Frank Troeh  | 93    |
| 3   | Stany Zjednoczone | Frank Wright | 87    |

### Strzelanie do rzutków – Trap – drużynowo
| Lp. | Państwo           | Zawodnik                                                                                       | Wynik |
| --- | ----------------- | ---------------------------------------------------------------------------------------------- | ----- |
| 1   | Stany Zjednoczone | Mark Arie, Horace Bonser, Jay Clark, Forest McNeir, Frank Troeh, Frank Wright                  | 547   |
| 2   | Belgia            | Albert Bosquet, Joseph Cogels, Émile Dupont, Edouard Feisinger, Henri Quersin, Louis Van Tilt  | 503   |
| 3   | Szwecja           | Per Kinde, Fredric Landelius, Erik Lundquist, Karl Richter, Erik Sökjer-Petersén, Alfred Swahn | 500   |

## Kraje uczestniczące
W zawodach wzięło udział 238 strzelców z 18 krajów:
| - Belgia (29) - Brazylia (5) - Czechosłowacja (8) - Dania (15) - Finlandia (9) - Francja (17) - Grecja (9) - Hiszpania (7) - Holandia (15) | - Kanada (7) - Norwegia (16) - Południowa Afryka (7) - Portugalia (5) - Stany Zjednoczone (29) - Szwajcaria (15) - Szwecja (28) - Wielka Brytania (7) - Włochy (10) |

## Klasyfikacja medalowa
| Lp. | Państwo           |    |   |   | Razem |
| --- | ----------------- | -- | - | - | ----- |
| 1.  | Stany Zjednoczone | 13 | 4 | 6 | 23    |
| 2.  | Norwegia          | 5  | 2 | 4 | 11    |
| 3.  | Szwecja           | 1  | 6 | 3 | 10    |
| 4.  | Dania             | 1  | 2 | 0 | 3     |
| 5.  | Brazylia          | 1  | 1 | 1 | 3     |
| 6.  | Francja           | 0  | 2 | 0 | 2     |
| 7.  | Finlandia         | 0  | 1 | 2 | 3     |
| 8.  | Belgia            | 0  | 1 | 0 | 1     |
| 8.  | Grecja            | 0  | 1 | 0 | 1     |
| 8.  | Południowa Afryka | 0  | 1 | 0 | 1     |
| 11. | Szwajcaria        | 0  | 0 | 5 | 5     |